# Pelicinus churchillae
Espèce
Pelicinus churchillae est une espèce d'araignées aranéomorphes de la famille des Oonopidae.

## Distribution
Cette espèce est endémique de la Nouvelle-Géorgie aux Salomon,.

## Étymologie
Cette espèce est nommée en l'honneur de Tracey B. Churchill.

## Publication originale
- Platnick, Dupérré, Ott, Baehr & Kranz-Baltensperger, 2012 : The Goblin Spider Genus Pelicinus (Araneae, Oonopidae), Part 1. American Museum Novitates, no 3741, p. 1-43 (texte intégral).